# Долења вас при Раки
Долења вас при Раки (словен. Dolenja vas pri Raki) је насељено место у општини Кршко, Посавска регија, Словенија.

## Историја
До територијалне реорганизације у Словенији била је у саставу старе општине Кршко.

## Становништво
У попису становништва из 2011. године, Долења вас при Раки је имала 65 становника.
| Број становника према пописима | Број становника према пописима | Број становника према пописима |
| ------------------------------ | ------------------------------ | ------------------------------ |
| 1991                           | 2002                           | 2011                           |
| 60                             | 56                             | 65                             |

Напомена: До 1953. исказивано под именом Долења вас.